# Lagnasco
Lagnasco (Lagnasch in piemontese) è un comune italiano di 1 391 abitanti della provincia di Cuneo in Piemonte.

## Storia

### Simboli
Lo stemma e il gonfalone sono stati concessi con decreto del presidente della Repubblica del 5 aprile 1995. Lo stemma è troncato di argento e di azzurro, alla lettera maiuscola L d'oro, attraversante.
Il gonfalone è un drappo troncato di azzurro e di giallo.

## Monumenti e luoghi di Interesse

### Castello Tapparelli d'Azeglio - Castelli di Lagnasco
Fortificato intorno al 1100, notevolmente rimaneggiato nel secolo XVI, ad opera dei Tapparelli, si presenta con un impianto a corte aperta difeso, ai lati, da poderose torri quadrate. All'interno delle maniche di est e ovest è possibile ammirare un ciclo pittorico rinascimentale.
Il nome di Lagnasco trae la sua origine dal latino lignascum, cioè luogo coperto da selve e boschi che sino intorno all'anno 1000 circa ricoprivano quella zona di pianura piemontese. Tapparelli è probabilmente una trasposizione del sostantivo tapparsi ossia di coloro che esigevano “la tappa”, il pedaggio che veniva riscosso in età medioevale per l'attraversamento dei fiumi mediante chiatte o barche.
La signoria dei Tapparelli si consolida intorno agli anni centrali del 1300 quando, in seguito alle continue liti tra la famiglia e i Falletti, comproprietari del luogo, intervenne Amedeo VI di Savoia come paciere. Questi diede la possibilità ai Tapparelli di diventare, in cambio di transazioni finanziarie a favore dei Falletti, unici proprietari del feudo di Lagnasco e impose loro il motto “D'acord”. Nel 1349 la famiglia Tapparelli stabilì nel luogo la propria residenza, all'interno di una grande torre detta “torrazza” che sarà abbattuta nel 1581. Col tempo i membri della famiglia prosperarono e le esigenze di vita fecero sì che l'edificio originale subisse ampliamenti e modifiche. Tra il 1455 e il 1477 furono edificate le tre torri angolari del complesso architettonico, ancora oggi visibili e visitabili, unite da maniche che furono elevate tra il 1500 e il 1530.
Grazie agli scavi archeologici sono state riportate alla luce le tracce della manica quattrocentesca che chiudeva il nucleo formando una corte interna, i muri medioevali, i segni dei ponti levatoi e i fossati. Nel 1700 parte di questi ultimi vennero trasformati in peschiere. Tra il 1569 e il 1572 la dimora medioevale si trasformò in una residenza rinascimentale, grazie alla committenza di Benedetto I Tapparelli, uomo colto e raffinato, giudice in Saluzzo durante il regno di Francesco I re di Francia.
Oggi i castelli sono conosciuti come il castello di Levante, di Mezzo e di Ponente semplicemente per la loro ubicazione sul luogo. Intorno al 1469-1471, durante la guerra tra la Francia e il marchesato di Saluzzo, il castello di Levante ospitò la corte di Jolanda di Francia e Amedeo IX di Savoia, nel tentativo di salvare le terre sabaude in Piemonte dalla dominazione francese. Nel 1560 il castello ospitò la corte di Emanuele Filiberto di Savoia e Margherita di Valois in viaggio da Savona a Vercelli, attraverso il ducato sabaudo appena riconquistato in seguito al trattato di Cateau-Cambrésis. A ricordo di questi avvenimenti rimangono il salone degli scudi, arricchito da una cospicua raccolta araldica, e la loggetta delle magiche grottesche, frutto della fantasia di Pietro Dolce, artefice di creature immaginarie, mostruose, fauna di quel mondo figurativo e delirante della tipica pittura nordica del Bosch.
Classicismo di stampo archeologico lo si trova nel castello di Ponente; il visitatore è iniziato nelle cantine, affrescate con temi inneggianti il vino, salendo ai piani superiori l'origine misteriosa di un culto pagano, rappresentato da Dioniso e dai baccanali, si dipana attraverso la ragione, determinata dalla cultura umanistica e filosofica dell'uomo del Cinquecento, rappresentata dalla conoscenza del sapere del principe intellettuale. Pittori come Giovanni Angelo Dolce, l'Arbasia e il Rossignolo rappresentano, con un linguaggio di sintesi per iniziati attraverso le grottesche, la dicotomia tra reale e immaginario, sogno e realtà. Alla fine del XIX secolo, Emanuele, nipote di Massimo d'Azeglio e ultimo discendente dei Tapparelli, riunì la proprietà, negli anni condivisa con altre nobili famiglie: Raynero, Ginnazzo di Pamparato, i marchesi Pilo Boyl di Puttifigari, Vacca di Piozzo. Inizia così un lavoro di restauro che rimarrà incompiuto. Lo stesso marchese fondò l'Opera Pia Tapparelli di Saluzzo, contemporaneamente l'intera dimora divenne un condominio. Dal 1998 l'associazione d'Acord, in collaborazione con il comune, apre questa struttura al pubblico, in seguito divenuta museo.

## Società

### Evoluzione demografica
Abitanti censiti

### Etnie e minoranze straniere
Secondo i dati Istat al 31 dicembre 2017, i cittadini stranieri residenti a Lagnasco sono 212, così suddivisi per nazionalità, elencando per le presenze più significative:
1. Albania, 136
2. Cina, 20

## Economia
È la zona in proporzione al territorio comunale più intensamente dedita alla frutticoltura (pesche, mele, pere, kiwi etc.) della regione Piemonte e in generale dell'Italia. Frutta destinata all'esportazione e al consumo nazionale.

La stazione di Lagnasco

## Infrastrutture e trasporti
La fermata di Lagnasco, attivata nel 1857 sorgeva lungo la ferrovia Savigliano-Saluzzo-Cuneo e fu soppressa nel 2003.

## Amministrazione
Di seguito è presentata una tabella relativa alle amministrazioni che si sono succedute in questo comune.
| Periodo        | Periodo        | Primo cittadino          | Partito                               | Carica  | Note  |
| -------------- | -------------- | ------------------------ | ------------------------------------- | ------- | ----- |
| 23 giugno 1985 | 18 giugno 1990 | Giovanni Battista Franco | Democrazia Cristiana                  | Sindaco | [ 9 ] |
| 18 giugno 1990 | 24 aprile 1995 | Giovanni Battista Franco | Democrazia Cristiana                  | Sindaco | [ 9 ] |
| 24 aprile 1995 | 14 giugno 1999 | Paolo Persico            | -                                     | Sindaco | [ 9 ] |
| 14 giugno 1999 | 14 giugno 2004 | Paolo Persico            | -                                     | Sindaco | [ 9 ] |
| 14 giugno 2004 | 8 giugno 2009  | Bruno Mana               | lista civica                          | Sindaco | [ 9 ] |
| 8 giugno 2009  | 26 maggio 2014 | Ernesto Testa            | lista civica                          | Sindaco | [ 9 ] |
| 26 maggio 2014 | 27 maggio 2019 | Ernesto Testa            | lista civica Valori tradizioni futuro | Sindaco | [ 9 ] |
| 27 maggio 2019 | in carica      | Roberto Dalmazzo         | lista civica Lagnasco bene comune     | Sindaco |       |